# Gervasio di Costantinopoli
Gervasio, chiamato Eberardo (Toscana, ... – 8 novembre 1219) è stato patriarca latino di Costantinopoli dal 1215 al 1219.
Originario della Toscana, nel corso del Concilio Lateranense IV fu nominato patriarca di Costantinopoli da papa Innocenzo III, nel novembre 1215.  In tale qualità intervenne nel prosieguo del concilio.
Stabilitosi a Costantinopoli, avrebbe osato eguagliarsi al romano pontefice, inviando nella giurisdizione del suo patriarcato legati ai quali conferiva gli stessi poteri che i papi davano ai propri; ciò suscitò rincrescimento nella Santa Sede.
Morì in carica l'8 novembre 1219.